# Gölbaşı, Uzundere
Gölbaşı là một xã thuộc huyện Uzundere, tỉnh Erzurum, Thổ Nhĩ Kỳ. Dân số thời điểm năm 2011 là 418 người.